# Jordània
|  | Per a altres significats, vegeu «Jordania». |

Jordània (àrab: الأردن, al-Urdun), oficialment el Regne Haiximita de Jordània, és un país de l'Àsia situat a l'Orient Pròxim. Té fronteres amb l'Iraq, l'Aràbia Saudita, Israel, Palestina i Síria. Comparteix amb Israel i Palestina les costes de la mar Morta i amb l'Aràbia Saudita i l'Egipte el golf d'Aqaba.

## Història
Article principal: Història de Jordània

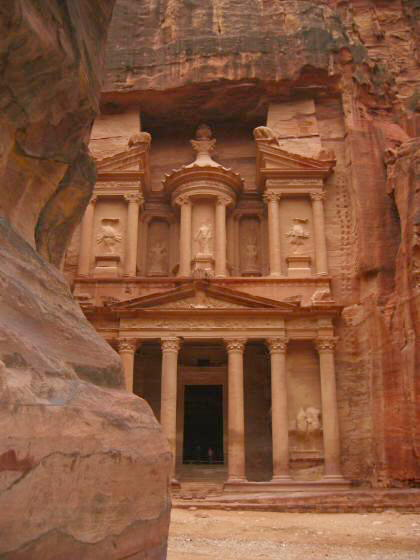
Petra, capital dels nabateus i de la província romana d'Aràbia Pètria. Una de les Meravelles del Món.

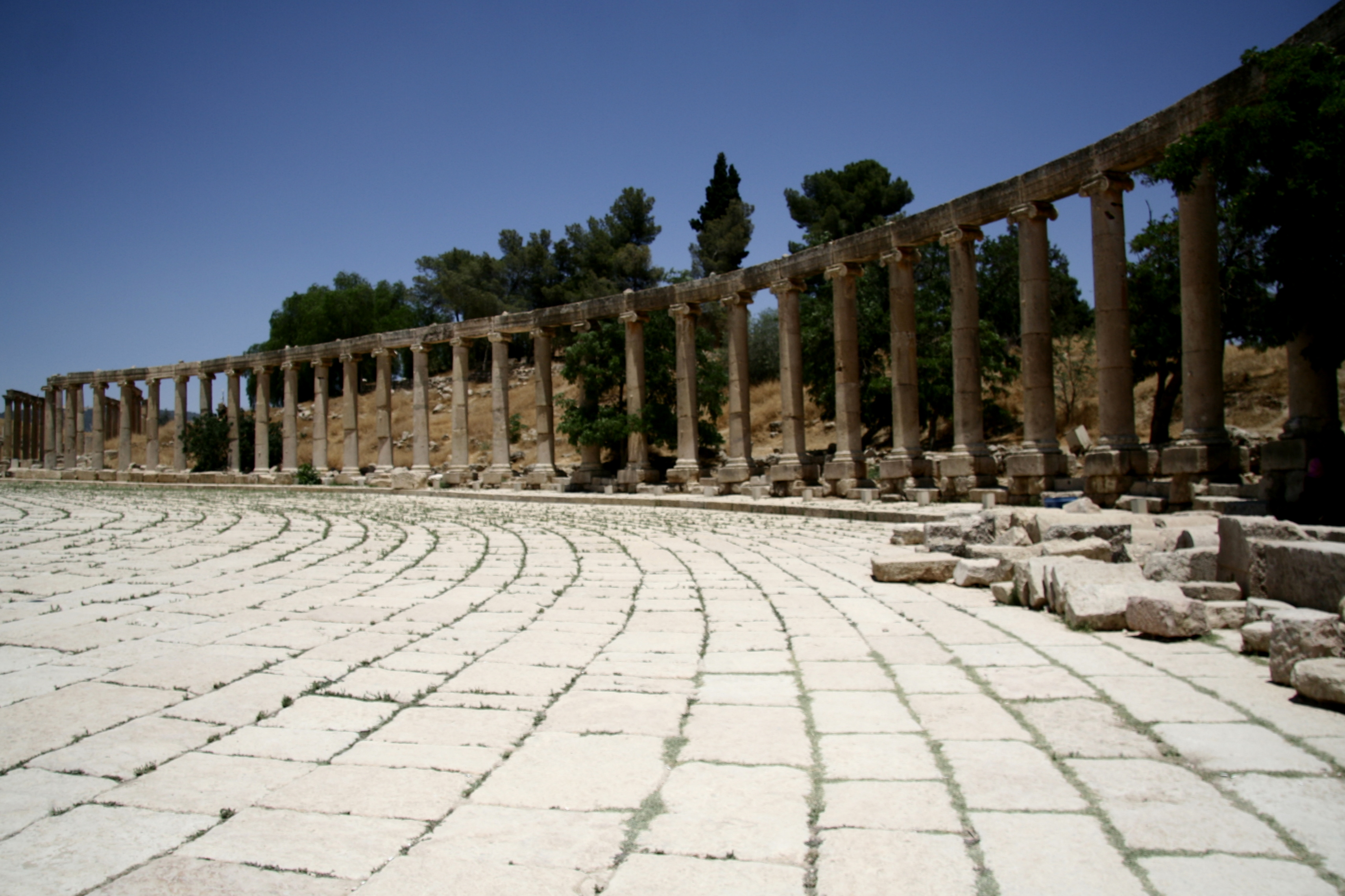
La Plaça Ovalada Romana de Jerash.

La terra que més tard va arribar a ser Jordània forma part de la històrica regió del Creixent Fèrtil. La seva història va començar al voltant del 2000 aC, quan els amorites semítics es van establir al voltant del riu Jordà a l'àrea anomenada Canaan. Subseqüents invasors i colons van incloure als hitites, egipcis, israelites, assiris, babilonis, perses, grecs, nabateus, romans, àrabs musulmans, croats cristians, mamelucs i a turcs otomans.
Aproximadament, en el 312 aC, els nabateus es van refugiar a Petra, escapant dels reis selèucides. Van gaudir de relativa independència, gràcies a la decadència de la monarquia selèucida, raó per la qual Petra va esdevenir una important parada de caravanes. En els temps de Pompeu Magne, l'autonomia nabatea a Jordània es va veure amenaçada, i finalment, en el 105 dC, els romans van annexionar gran part de l'actual Jordània al seu imperi, sota el nom d'Aràbia Pètria, amb Petra com a capital. La província intentaria rebel·lar-se al segle iii, sense èxit.
Al segle vii, l'actual Jordània seria conquistada pel califa Omar, però l'any 1100, durant la Primera Croada, Balduí I de Jerusalem realitzaria diverses incursions en l'anomenada Transjordània (en francès outre-Jordain, que significa "més enllà del Jordà ", amb l'objectiu de controlar les caravanes de camells que travessaven els territoris de l'actual Jordània. Durant les croades, els francs van prendre el control de tota la regió. Transjordània es va convertir llavors en el senyoriu de Transjordània, vassall del Regne de Jerusalem, que va durar fins al 1189, any en què Saladí va ocupar tota Transjordània, i es va mantenir sota el govern de la dinastia aiúbida fins que el 1259 passà a mans dels mamelucs i, el 1517, a mans de l'Imperi Otomà.
L'expansió de l'Imperi Otomà, en els temps de Selim I, va xocar directament amb l'Imperi safàvida, al segle xvi, quedant els territoris de Jordània atrapats al mig. Després de la decadència safàvida, els territoris a l'est del riu Jordà van ser administrats pels turcs otomans des del 1518. Entre 1900 i 1908, els ocupants otomans van iniciar la construcció del ferrocarril del Hiyaz, que travessava l'actual Jordània, amb l'objectiu de facilitar la peregrinació a la Meca des de Damasc i l'enviament de tropes a les nacions àrabs. Aquest ferrocarril va millorar el desenvolupament de Jordània. No obstant això, el ressentiment àrab contra l'ocupació turca no es va veure atenuada.
Durant la Primera Guerra Mundial, Gran Bretanya es va aprofitar del nacionalisme àrab, i després de prometre la creació d'un estat àrab independent que abastaria a Aràbia i les actuals Síria, Líban, Israel, Jordània i l'Iraq, va promoure la rebel·lió àrab. D'aquesta manera, les tropes àrabs, recolzades per oficials britànics com Lawrence d'Aràbia, van aconseguir derrotar els turcs i alemanys a l'Orient Mitjà, i el ferrocarril de Hiyaz va sofrir accions de sabotatge, especialment a Jordània. La caiguda del port jordà d'Aqaba en mans àrabs el 1917, va condemnar a les forces turques, encara que la guerra no acabaria fins a setembre de 1918.
En acabar la guerra, segons l'acordat, l'Imperi Otomà va ser desmembrat, però els secrets Acords Sykes-Picot van veure la llum: significaven la repartició de l'Orient Mitjà entre Gran Bretanya i França, traint la causa àrab. Gran Bretanya va rebre de la Societat de les Nacions, el mandat sobre gran part de l'Orient Mitjà, incloent-hi el territori que ara comprèn a Israel, Jordània, Cisjordània, la Franja de Gaza, i Jerusalem. Davant la necessitat de comunicar Iraq amb Palestina, ambdues sota comandament britànic, es va definir la forma actual de l'estat jordà.
El 1922, els britànics van dividir el Mandat Britànic de Palestina en establir l'emirat semiautònom de Transjordania a l'est del riu Jordà, governat pel príncep haiximita Abdalà I, encara que continuava l'administració sota un alt comissionat britànic. El mandat sobre Transjordania va acabar el 22 de maig del 1946; el 25 de maig, el país va esdevenir l'independent Regne Hachemita de Transjordània, amb Abdalà I com a primer Rei; però, el seu tractat especial de defensa amb el Regne Unit no finalitzaria fins al 1957.
Amb la partició de l'Imperi Otomà, part dels dominis britànics de Palestina van rebre el nom de Transjordània, per estar més enllà del riu Jordà. El 1946 aquestes terres van passar a ser oficialment Jordània, sota la monarquia d'Abdulah I, proposat pels anglesos. Després de disputes fronteres amb Egipte i Israel, va acabar fixant el seu territori amb els límits actuals. La seva població ha augmentat dràsticament pels refugiats palestins.
El Regne de Transjordania es va mostrar contrari a la creació d'Israel al maig de 1948, i va prendre part en la guerra entre els estats àrabs i el nou estat d'Israel. Els armisticis del 3 abril 1949 van deixar a Jordània el control de la Cisjordània. El Regne Haiximita va proposar que les línies de demarcació s'establissin sense perjudici dels futurs límits territorials a determinar.
El 1950, el país va ser rebatejat com a "Regne Haiximita de Jordània" en incloure aquelles porcions de Palestina annexades pel rei Abdul·là. Mentre reconeixien l'administració jordana sobre Cisjordània, els Estats Units van mantenir la posició que la sobirania final sobre Cisjordània seria matèria de nous tractats.
Després que Síria i Egipte s'unissin sota la República Àrab Unida el 1958, els regnes haiximites de Jordània i l'Iraq es van unir sota el nom de Federació Àrab d'Iraq i Jordània. Tanmateix, un cop d'Estat militar a l'Iraq, liderat per Abdul Karim Qasim, va liquidar la unió amb Jordània. Jordània després va signar un pacte de defensa mútua al maig del 1967 amb Egipte i, per tant, va participar en la Guerra dels Sis Dies de juny del 1967 entre Israel i els estats àrabs de Jordània, Síria, Egipte i l'Iraq. Durant la guerra, Israel va aconseguir el control de la Cisjordània i de Jerusalem Est.
La guerra de 1967 va conduir a un dramàtic augment en el nombre de palestins que vivien a Jordània. La seva població de refugiats palestins, 700.000 el 1966, va créixer en altres 300.000 provinents de Cisjordània. El període següent a la guerra del 1967 va veure un gran augment en el poder i la importància dels elements de resistència palestins (fedayín) a Jordània. Els fortament armats fedayín van constituir una amenaça creixent a la sobirania i seguretat de l'estat haiximita, i una lluita oberta va esclatar el juny del 1970.
Altres governs àrabs van intentar intervenir per aconseguir una solució pacífica, però al setembre les accions dels fedaïns continuar a Jordània, incloent-hi la destrucció de tres avions comercials internacionals segrestats i retinguts al desert a l'est d'Amman. Això va fer que el govern actués per recuperar el control sobre el seu territori i població. A la resultant batalla, una força de tancs sirians va prendre posicions al nord de Jordània per donar suport als fedayín, però va ser forçada a retirar-se per forces jordanes. Per al 22 de setembre, cancellers àrabs reunits al Caire havien acordat un cessament del foc començant l'endemà. La violència esporàdica va continuar, però. El juliol del 1971, les forces jordanes van aconseguir una decisiva victòria sobre els fedayín, expulsant del país.
No hi va haver combats al llarg de la línia d'alto el foc de 1967 del riu Jordà durant la Guerra del Yom Kippur l'octubre de 1973, però Jordània va enviar una brigada a Síria a combatre contra les unitats israelianes en territori sirià. El 1988, Jordània va renunciar a totes les reclamacions sobre Cisjordània, però va retenir un rol administratiu pendent d'un arranjament definitiu, i el seu tractat de 1994 amb Israel li va permetre un continu control en els Sants Llocs musulmans a Jerusalem. El govern nord-americà considera Cisjordània com a territori ocupat per Israel, i creu que el seu estatus final ha de ser determinat a través de negociacions directes entre les parts involucrades sobre la base de les resolucions 242 i 338 del Consell de Seguretat de l'ONU.
Jordània va recolzar diplomàticament a l'Iraq durant la Guerra del Golf de 1990-91. El 1991, va acordar juntament amb Síria, el Líban i representants palestins, participar en negociacions de pau directes amb Israel patrocinades pels Estats Units i Rússia. Va negociar un cessament de les hostilitats amb Israel i va signar una declaració amb aquest efecte el 25 de juliol del 1994. Com a resultat, el tractat de pau jordà-israelià es va concloure el 26 d'octubre del 1994. Després de l'inici de la intifada d'Al-Aqsa al setembre del 2000, el govern jordà va oferir la seva mediació a ambdues parts.

## Sistema de govern
Jordània és una monarquia constitucional dotada d'una Assemblea Nacional bicameral. El Rei i el Consell de Ministres representen el poder executiu, tot i que és el Rei qui sanciona les lleis. Tot i això, el seu poder de veto pot ser anul·lat per una majoria de 2/3 del Parlament.
El Rei nomena i destitueix els jutges mitjançant decret, aprova esmenes a la Constitució, declara la guerra i comanda les forces armades. Les decisions del gabinet de ministres, les sentències judicials i l'emissió de moneda són realitzats sota el seu nom. El Consell de Ministres és presidit pel Primer Ministre, i el Rei està obligat a destituir un membre específic del gabinet ministerial si el Primer Ministre ho sol·licita.
El Consell de Ministres respon a la Cambra dels Diputats en matèria de política general, i el gabinet ha de renunciar si l'organisme legislatiu mencionat li denega la confiança, amb un vot contrari de 2/3 de la cambra.
Les 12 governacions de Jordània són administrades pels seus respectius governadors, nomenats pel Rei.
A la Constitució es preveuen tres tipus de Corts: Civil, Religiosa i Especial.
A més de les forces armades, el Rei controla el Departament General d'Intel·ligència, que és l'agència d'intel·ligència jordana.

## Subdivisió administrativa

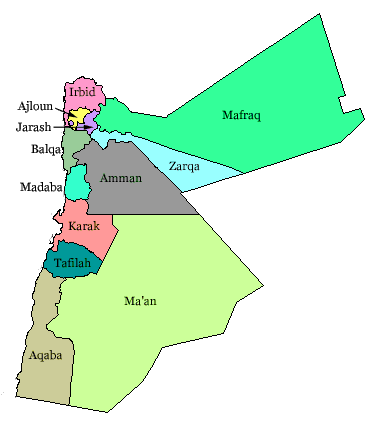
Governacions de Jordània.

Jordània està dividida en dotze governacions o districtes (muhafazah), amb un governador escollit pel rei a cadascun d'ells. Són les úniques autoritats per a tots els departaments de govern i per als projectes de desenvolupament a les seves àrees respectives.
| - Ajlun - Aqaba - Balqa - Capital | - Irbid - Jerash - Kerak - Ma'an | - Madaba - Mafraq - Tafilah - Zarqa |

Aquests districtes estan alhora dividits en unes cinquanta-dues nawahi o departaments administratius.

## Geografia

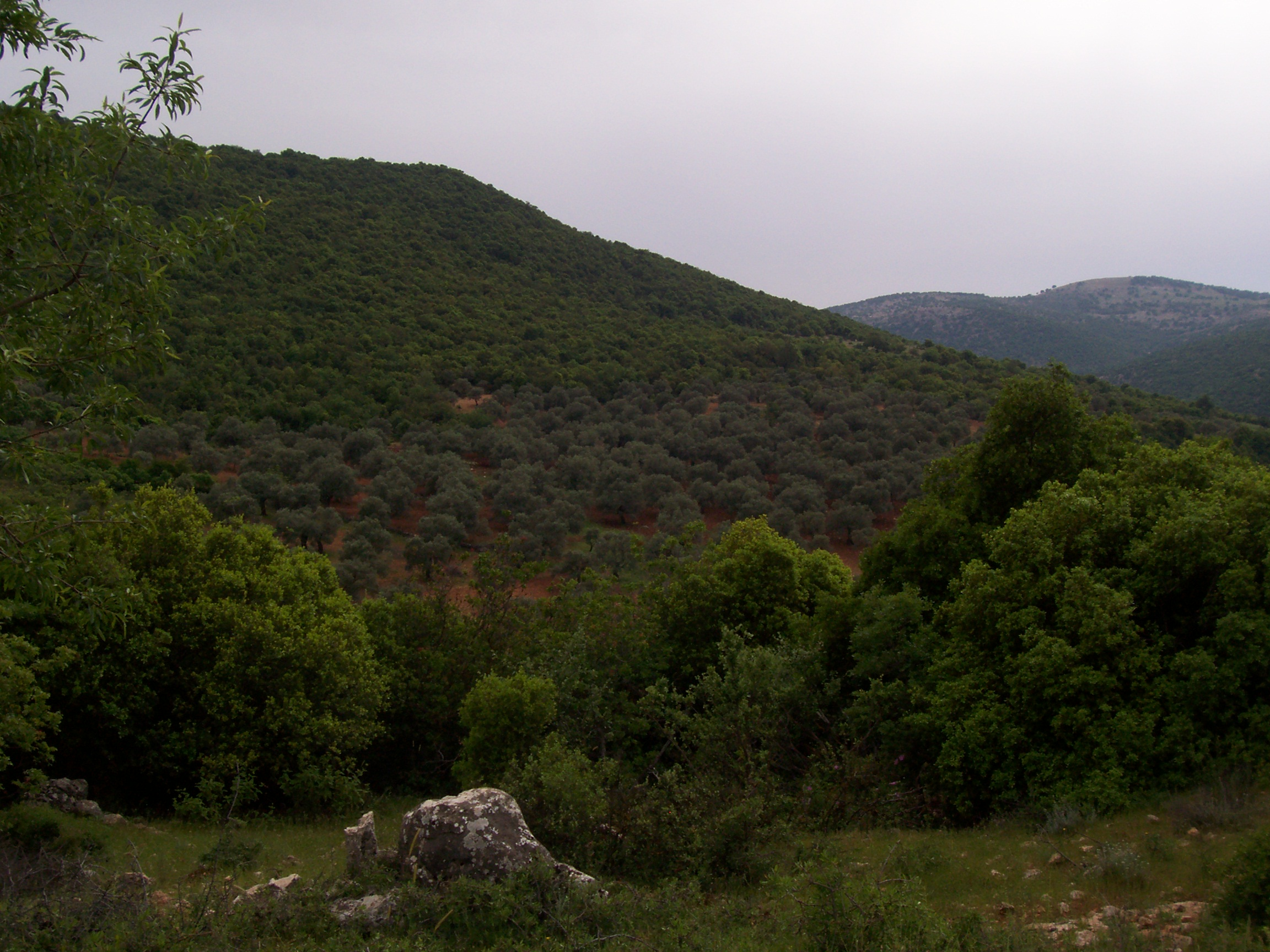
Les muntanyes de la Governació d'Ajlun.

Jordània limita amb l'Iraq al nord-est, Aràbia Saudita a l'est i sud, Israel i els territoris palestins a l'oest i Síria al nord. En total, les seves fronteres tenen una longitud de 1.980 km. Gràcies al golf d'Àqaba, posseeix una sortida al mar Roig, també posseeix costes en el mar Mort. En total, Jordània posseeix 26 km de costes.
El seu territori ocupa una superfície de 92.300 km², pel que la seva extensió pot comparar-se amb la de Portugal o amb el doble de Suïssa.
Jordània posseeix una àrida planícia que cobreix les regions centrals i orientals del seu territori, de manera que només el 3,32% de les terres són cultivables. A l'oest, existeixen regions altes. La Gran Vall del Rift i el riu Jordà són les fronteres naturals occidentals de Jordània. El punt més baix és el mar Mort (-408 msnm) i el punt més alt és la muntanya Jabal Ramm amb 1.734 metres d'altura sobre el nivell del mar.

## Ecologia

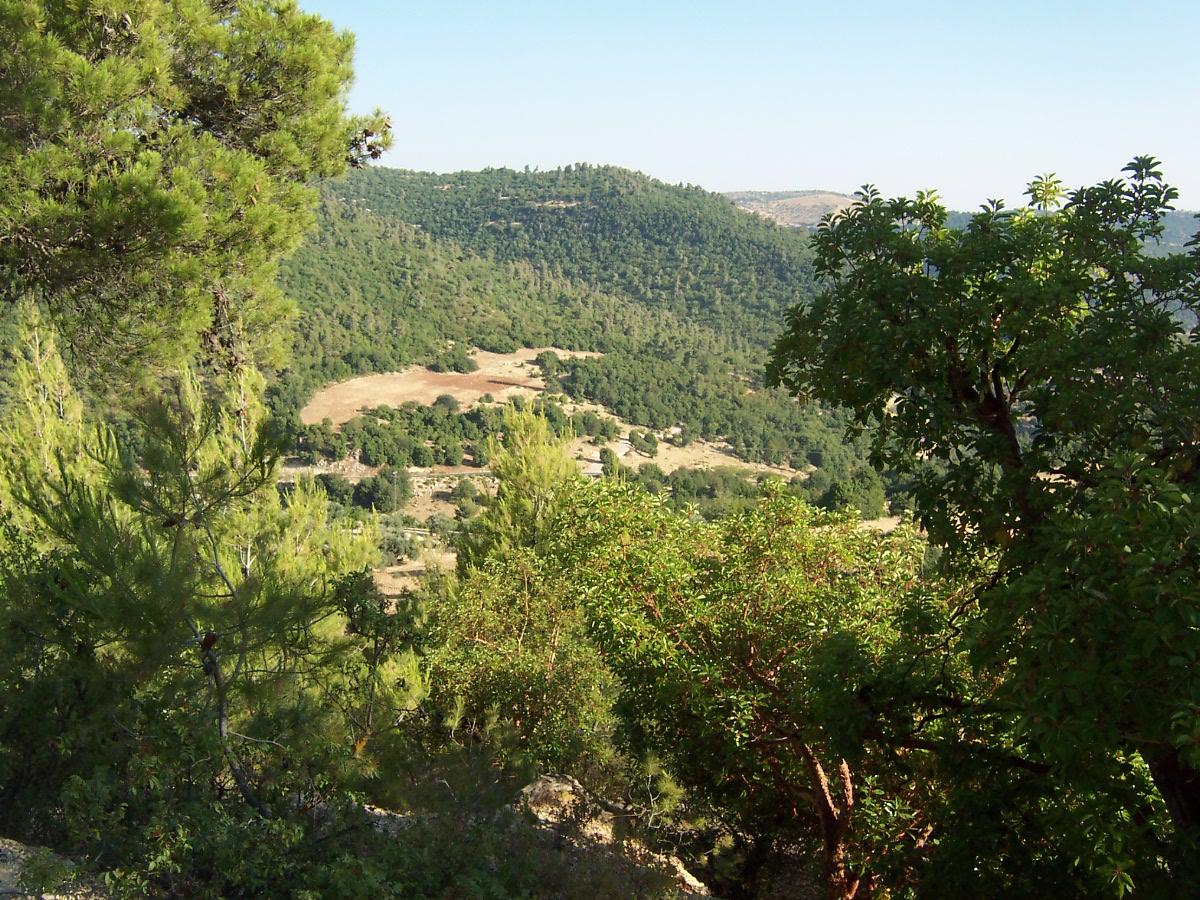
Bosc de la Governació d'Ajlun.

Jordània és un país eminentment desèrtic, encara que també estan presents els biomes de bosc mediterrani i prada a l'oest.
Segons WWF, el territori de Jordània es reparteix entre cinc ecoregions: al nord, d'est a oest, se succeeixen el desert arbustiu de Mesopotàmia, l'estepa de l'Orient Pròxim i el bosc de la Mediterrània oriental, el sud es reparteix entre el desert i muntanya xeròfila d'Aràbia i la Península del Sinaí i el desert i semidesert tropicals del mar Roig.
Hi ha sis reserves naturals a Jordània, la Reserva de la Biosfera de Dana, el Wadi Mujib, la reserva forestal d'Ajlun, la Reserva Forestal de Dibeen, l'aiguamoll d'Azraq i la Reserva de Shaumari. Les dues últimes són a prop d'Azraq, però mentre la primera és un aiguamoll on es poden contemplar aus migratòries, Shaumari és una petita reserva en la qual es poden veure animals del desert desapareguts de la major part del país, com l'oryx d'Aràbia, l'onagre, la gasela persa i l'estruç.

## Demografia
Segons estimacions del 2010, la població jordana ascendeix a més de 6.321.000 d'habitants. La majoria de la gent viu on les precipitacions ajuden a l'agricultura. Al voltant d'1,7 milions de persones estan registrades com a refugiats palestins i desplaçats residents a Jordània, la majoria com a ciutadans. Només quatre de les ciutats més importants del país sobrepassen els 150.000 habitants: la capital Amman, Zarqa, Russeifa i Irbid.
Els jordans són majoritàriament àrabs (98%), excepte per petites comunitats de txetxens, circassians, armenis, i kurds que s'han adaptat a la cultura àrab.
L'idioma oficial és l'àrab, però l'anglès generalment és parlat com a segona llengua per les classes comerciants o membres del govern. No obstant el francès és una bona opció i ensenyat en diverses escoles i diversos jordans el parlen.
La religió dominant és l'islamisme sunnita (93,5%), seguida pel cristianisme (4,1%), sent la majoria grecoortodoxos, però hi ha minories de catòlics, coptes, armenis, protestants i sirians ortodoxos. Un 2,4% restant són xiïtes i drusos (est. 2001).
La taxa de fertilitat és de 2,55 nens per dona, però la taxa de mortalitat infantil és de 14,97 morts per cada 1.000 naixements. El creixement anual de la població és del 2,264%. L'expectativa de vida és de 78,55 anys, 76,04 anys per als homes i 81,22 anys per a les dones. Com altres nacions de majoria musulmana, el percentatge de persones vives amb VIH és molt baix, inferior a les 600 persones, encara que s'estima que ja n'han mort 500.

## Economia
Jordània és un petit país amb recursos naturals limitats. En l'actualitat, el país està buscant formes que li permetin ampliar el seu subministrament d'aigua i fer un ús més eficient de les reserves existents, que inclouen la cooperació regional. Jordània depèn també de l'exterior per satisfer la majoria de les seves necessitats energètiques. En la dècada de 1990, les seves necessitats de cru es van cobrir gràcies a la importació de l'Iraq i dels països veïns. El 2003 es va completar la construcció del gasoducte Arab Gas Pipeline que va d'Egipte a la ciutat portuària d'Àqaba, al sud. El govern pretén ampliar aquest gasoducte cap al nord fins a la zona d'Amman i més enllà.
Des del 2000, les exportacions de productes tèxtils que han entrat al mercat nord-americà han suposat un impuls per a l'economia. El govern ha fet especial èmfasi en el potencial dels sectors de la tecnologia de la informació (IT) i del turisme com a possibles impulsors del creixement econòmic.
El Banc Mundial atorga a Jordània la classificació de "país d'ingressos mitjans alts." El PIB per-càpita era d'aproximadament 3.817 $ (3.479 €) el 2003 i amb percentatge del 40,5% de la població econòmicament activa, de mitjana, estava en atur. El PIB per capita a data 2005 era de 8.200 $. L'educació i la taxa d'alfabetització, a més d'altres mesures de benestar són relativament elevades comparades amb altres països de renda similars.

## Cultura
En territori jordà, l'esperança de vida per als homes és de 75,1 anys i per a les dones de 80,2 anys, mentre que l'alfabetisme és d'un 86,6%: 93,4% dels homes i 79,4% de les dones.
Jordània té una immensa influència otomana i àrab, que es demostra en la seva arquitectura, que fins i tot té matisos romans i fenicis.
A causa de la població cristiana a Jordània, els cristians que treballen independentment poden no fer-ho a la Pasqua. Els col·legis cristians també tenen el dret de suspendre activitats, cosa que és motiu de controvèrsia a Jordània.

## Turisme
El turisme és un sector d'importància clau per a l'economia jordana. Unida a l'estabilitat política del país, la seva geografia la converteix en una destinació turística de gran atractiu. Les principals activitats turístiques a Jordània inclouen la visita de nombrosos llocs ancestrals i enclavaments naturals sense explotar, passant per l'acostament als llocs religiosos i culturals i les seves tradicions. Destaquen: 

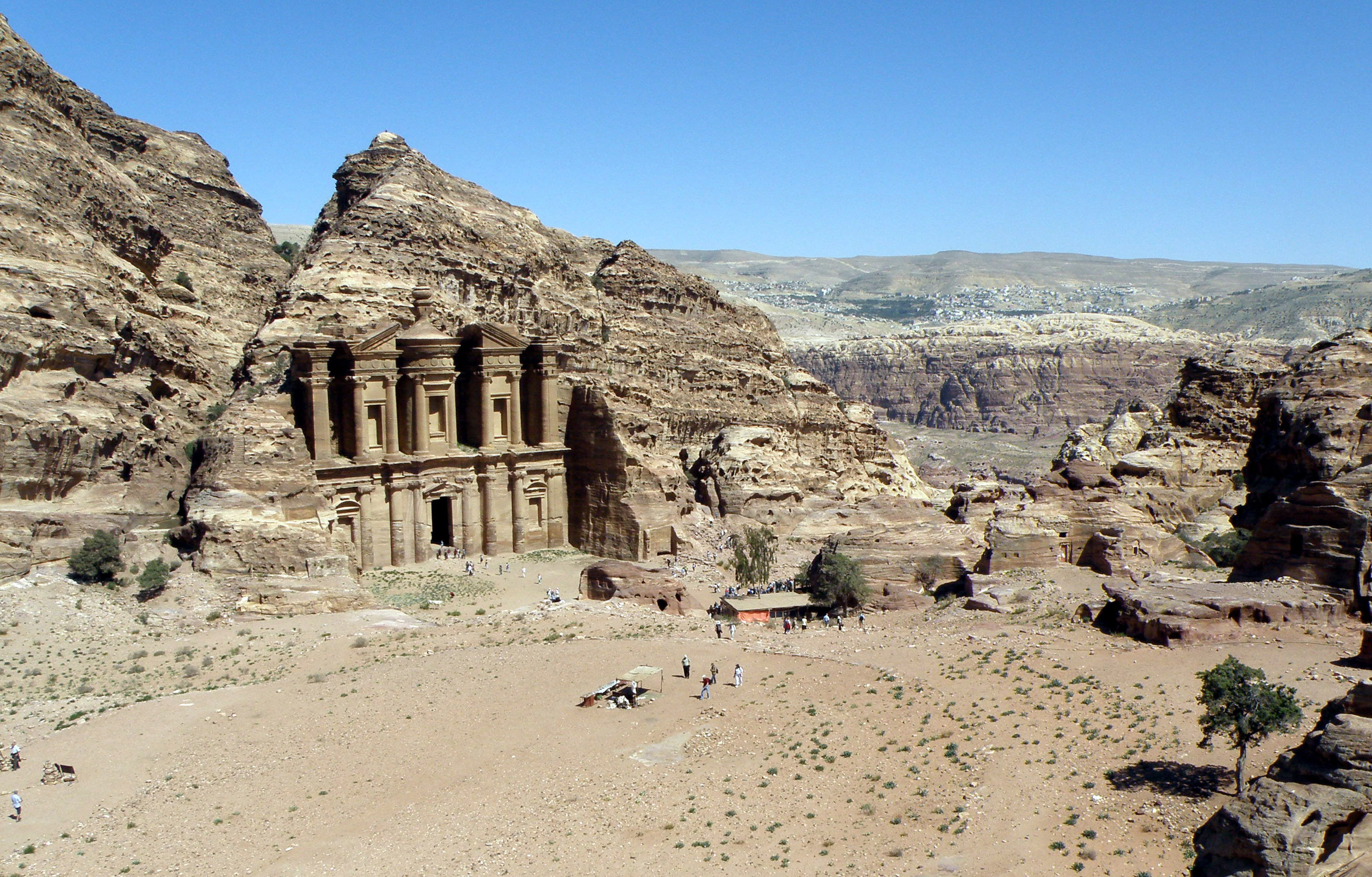
El Monestir o Deir a la zona més alta de Petra.

- - La ciutat de Petra, el lloc turístic més atractiu de Jordània, llar dels nabateus. Ocupa una vall a la qual només es pot accedir a través d'un llarg congost, i els seus edificis, la majoria tombes i temples del segle ii, estan excavats a la roca de gres. Destaquen el Tresor de Petra, el Monestir o Deir i les restes de la ciutat romana. La ciutat és considerada una de les Set meravelles del món modern.
  - Gerasa i Gàdara, dues velles ciutats romanes que formaven part de la Decàpolis, un conjunt de deu ciutats de l'època romana que formaven part de l'Imperi Romà d'Orient. La primera, que en moltes guies s'escriu com en anglès, Jerash, es conserva en molt bon estat i és un bon exemple de l'arquitectura romana del segle i. Gàdara, més coneguda avui com a Umm Qais, no només és una bella ciutat romana, sinó que gaudeix d'una magnífica vista del llac de Galilea, la ciutat de Tiberíades i la vall del riu Yarmuk.

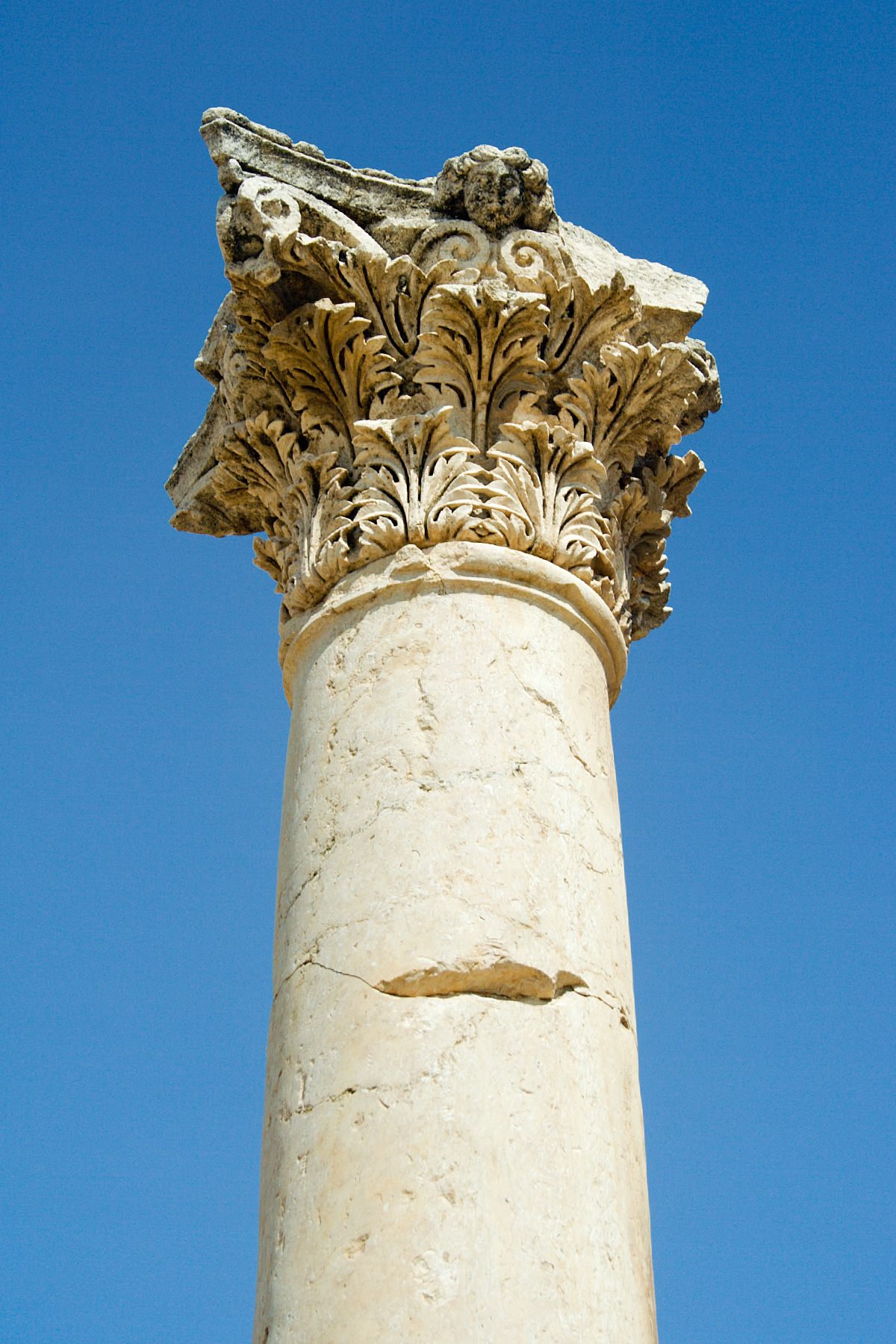
La columna coríntia és una de les principals atraccions turístiques de Jerash.

- - Amman, capital de Jordània, que en el seu dia va formar part de la Decàpolis amb el nom de Filadèlfia, és tant una ciutat romana, amb els seus teatres, fòrums, temples i avingudes, com musulmana, amb coloristes i variades mesquites i l'Alcàsser, com cristiana, amb les seves belles esglésies romanes d'Orient.
  - Els castells del desert, a l'est d'Amman, formen part d'una ruta molt apreciada pel turisme que comprèn una vintena de castells i palaus fortificats musulmans, construïts als segles vii i viii pels omeies. Sota aquesta denominació també hi ha algun hammam i algun caravanserrall. Destaquen, en aquest context, el complex de Qusair Amra, per les seves pintures del segle viii, i el ben conservat castell de Qasr Kharana.
  - A Jordània hi ha, a més dels castells del desert, altres molt notables, ja que es troba en una ruta clau en el Creixent Fèrtil de l'antiguitat, va ser frontera oriental de l'Imperi Romà, i a partir del segle vii, uneix la Meca amb Damasc. Destaquen el castell d'Ajlun, Qala'at ar Rabad, situat a uns 15 km al nord de Gerasa i l'única fortalesa construïda pels musulmans en l'època de les croades, al segle xii, i el castell del Crac de Moab, Qal'at al-Karak, construït al segle xii pels croats per controlar la ruta que uneix el Nil amb l'Eufrates, en el que es coneix com el Camí dels Reis o ruta dels Reis, que actualment uneix Amman i Aràbia. En aquesta ruta reial hi ha altres fortaleses imponents, com el castell de Shawbak, construït pels croats amb el nom de Mont-real. Des d'aquí es poden veure les muntanyes que descendeixen al Wadi Araba o Aravà, vall desèrtica que uneix el mar Mort amb el mar Roig.
  - Madaba, la «ciutat dels mosaics», en la ruta dels Reis, és un important centre cristià, molt conegut per l'anomenat mapa de Madaba o mapa de Terra Santa, el mapa més antic del món realitzat sobre mosaic, al terra de l'església grecoortodoxa de Sant Jordi. Molt a prop hi ha la muntanya Nebo, on es diu que Déu li va negar a Moisès l'entrada a la terra promesa; arran de la visita papal a aquest lloc s'ha aixecat una gran església i s'ha potenciat com a centre turístic per les seves vistes sobre el mar Mort.
  - El mar Mort, el lloc més baix de la Terra, a 411 metres sota el nivell del mar i perdent altura a causa de la desertització de la regió. No és un veritable mar, sinó un llac saturat de sals potàssiques i magnèsiques. El contingut en sals supera els 60 grams per litre i permet surar sense esforç. Se li atribueixen propietats terapèutiques.
  - Entre la ruta dels Reis i l'Aravà hi ha la Reserva de la Biosfera de Dana, una important reserva natural ideal per fer senderisme en una profunda i fascinant vall.
  - Àqaba és una ciutat en el golf d'aquest mateix nom en el mar Roig. És un lloc de platja, acuradament planificat i equipat. És també un important centre per a la pràctica del submarinisme gràcies als coralls.
  - El desert de Wadi Rumma, al sud de Jordània, molt a prop del mar Roig, un dels llocs més seductors per al turisme en aquest país. És un desert conegut a tot el món perquè allí es va filmar la pel·lícula Lawrence d'Aràbia, Entre les activitats que es poden fer en un viatge al desert de Wadi Rumma estan el safari en 4 × 4 i el trekking d'aventura, acampant en el desert.

## Galeria d'imatges

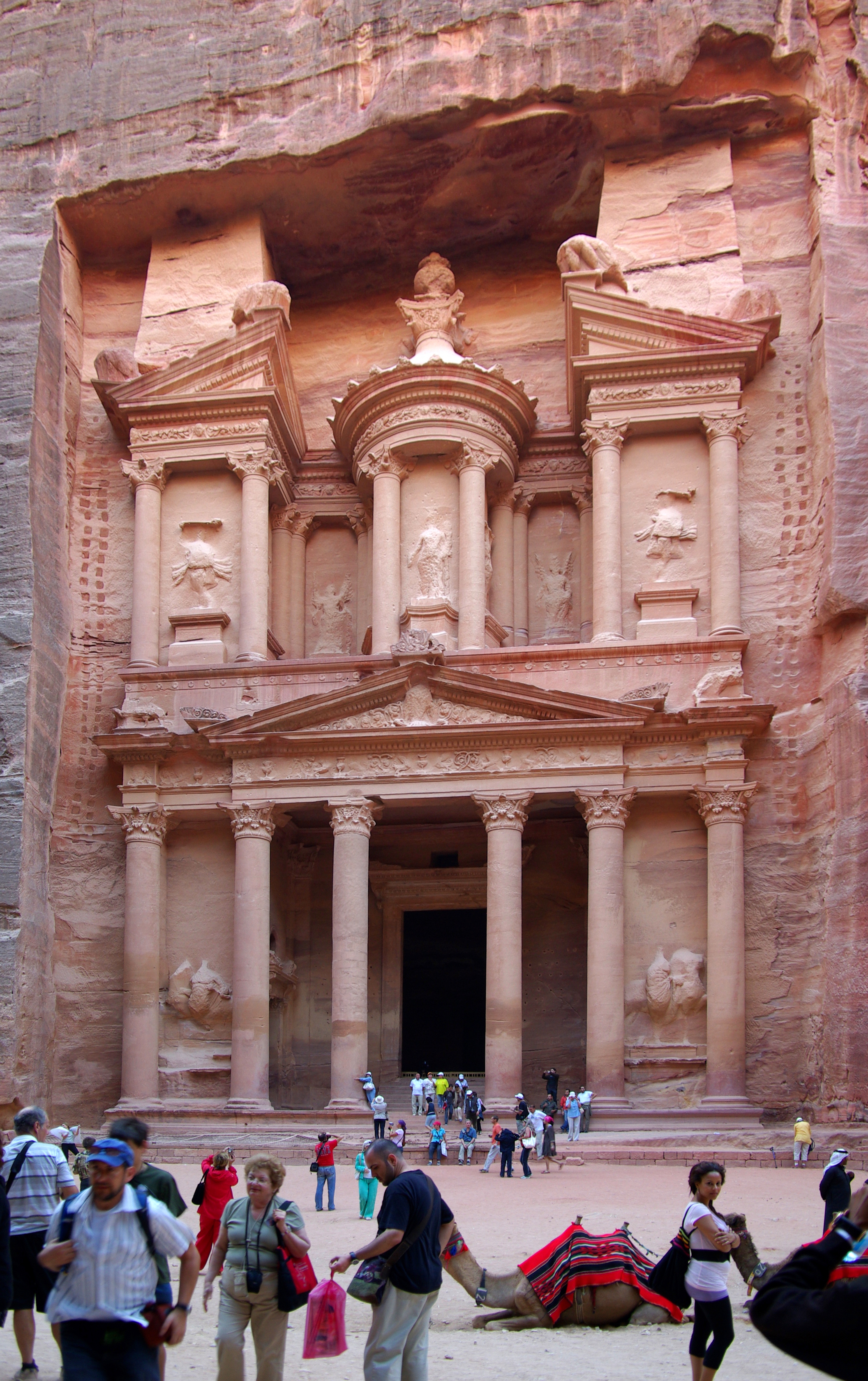
Petra
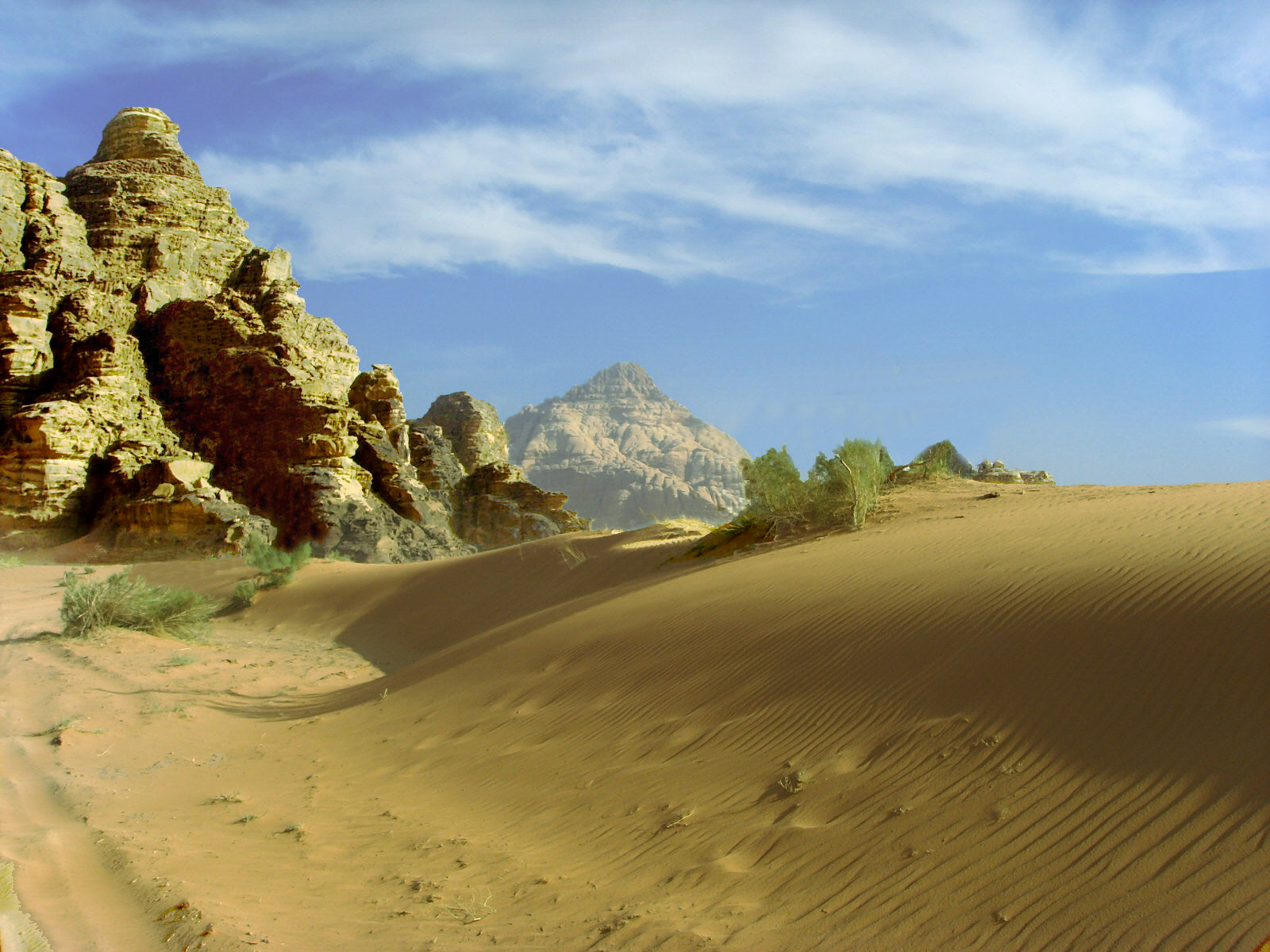
Wadi Rumma
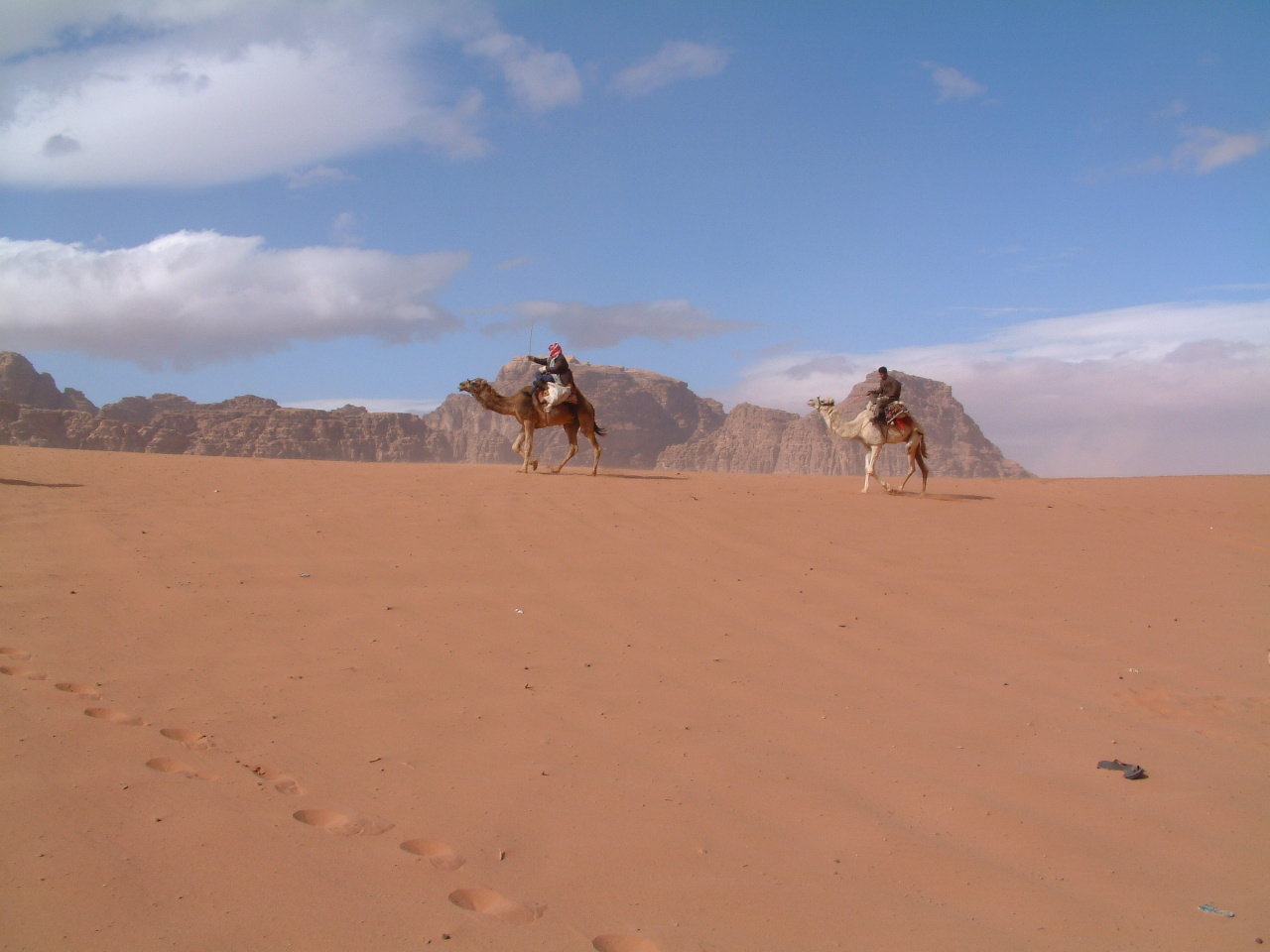
Desert de Jordània
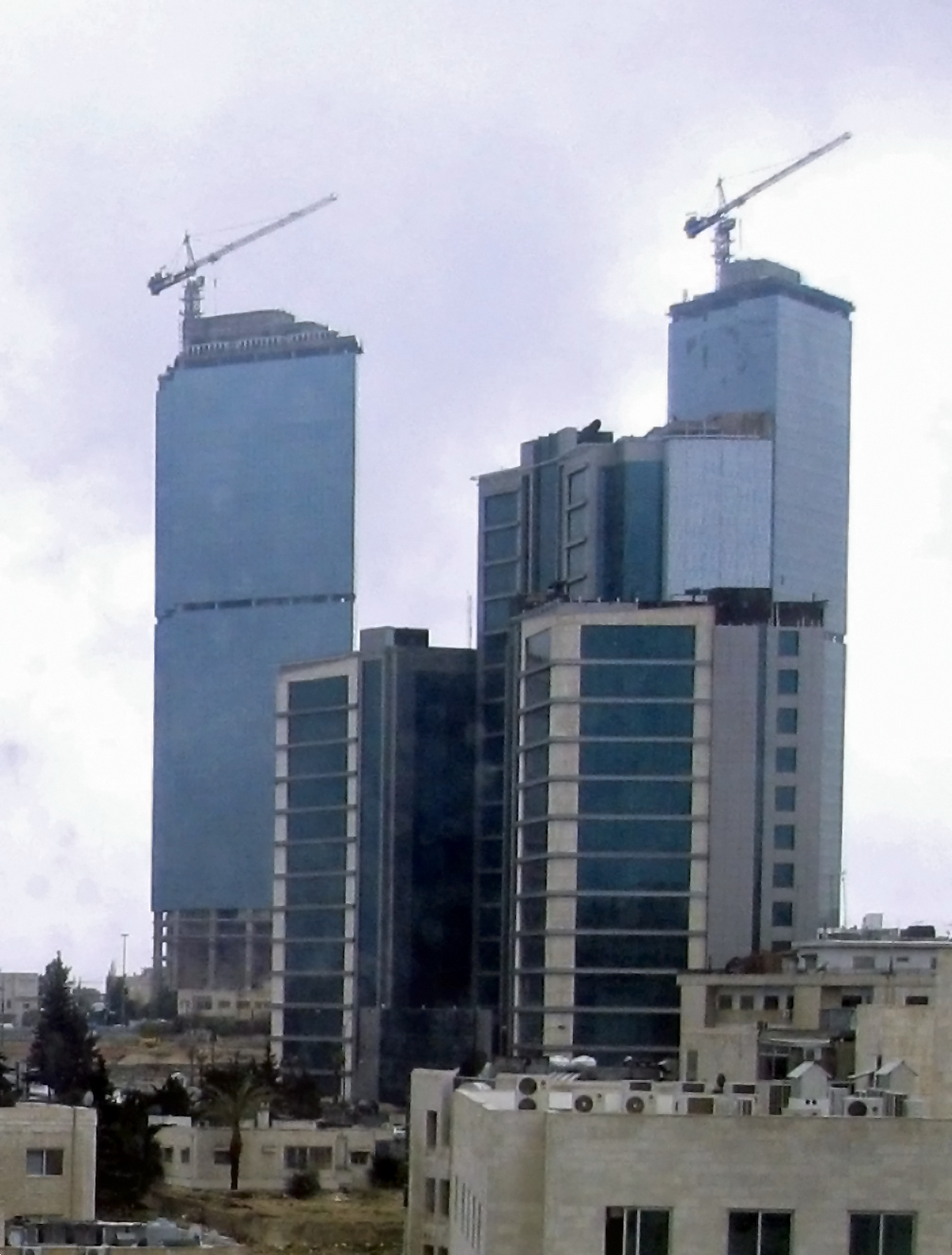
Amman